# Beam me up, Scotty
Beam me up, Scotty is een gevleugelde uitdrukking, verwijzend naar de televisieserie Star Trek.
Opvallend is dat de frase nooit als zodanig ergens is gebruikt, niet in de serie en niet in de films. Toch heeft hij een bijzondere plaats gekregen in de hedendaagse cultuur. Hij is gerelateerd aan het commando dat Captain Kirk aan Montgomery “Scotty” Scott geeft zodra hij teruggetransporteerd wil worden naar het sterrenschip Enterprise.
Men vermoedt dat de verbastering van de uitspraak komt doordat de serie oorspronkelijk stamt uit een periode waarin geen dvd's, videorecorders of andere mogelijkheden waren om iets terug te zoeken. Men kon de serie alleen zien als ze op televisie werd uitgezonden. De frase beam me up, Scotty is daaruit ontsproten en populair geworden.
De oorspronkelĳke frases waren Scotty, beam us up, Beam me up en Mr. Scott, beam us up.